# Jacques Dicker
Jacques Dicker   (Jotín, 31 de juliol de 1879 - Ginebra, 17 de novembre de 1942) fou un polític suís d'origen ucraïnes, membre del Partit Socialista.
Nascut en una família jueva, Jacques Dicker va estudiar dret a Kíev i va esdevenir actiu al Partit Socialista Rus. Com a resultat, sovint va ser arrestat i empresonat pel règim del tsar. Tanmateix, l'any 1906 aconseguí emigrar a Ginebra on obtingué la llicenciatura en dret l'any 1909 i fou admès a l'advocacia l'any 1915, any de la seva naturalització suïssa. Inscrit al Partit Socialista de Ginebra el 1906, va fer campanya al costat de Léon Nicole i esdevingué secretari i després president el 1922 de la Federació Socialista Suïssa de tendències d'extrema esquerra.
Conseller municipal de Plainpalais del 1924 al 1929, va ser membre del Gran Consell entre 1930 i 1941 i com a conseller nacional entre 1922 i 1925 i entre 1928 i 1941, quan es va prohibir la Federació Socialista Suïssa. Participà, juntament amb Léon Nicole, en la manifestació contra la Union Nationale, que va portar als aldarulls del 9 de novembre de 1932. Advocat penalista, va defensar Léon Nicole el maig de 1933.
Jacques Dicker és el besavi de l'escriptor Joël Dicker.